# Хераклит
Хераклит из Ефеса (грчки: Ἡράκλειτος ὁ Ἐφέσιος; око 535 - око 475. п. н. е.) је био старогрчки, пресократовски, јонски филозоф из града Ефеса који је у то време био део Персијског царства.
Склоност ка играма речи и пророчким исказима, као и парадоксалним елементима у својој филозофији, донела му је у антици надимак „Мрачни“. Написао је само једно дело "О природи", од ког су сачувани само фрагменти, што је допринело додатном мраку у вези са његовим животом и филозофијом. Хераклитове мистериозне изреке биле су предмет бројних тумачења. Сматрају га за „материјалног монисту или процесног филозофа; за научног космолога, метафизичара и религиозног мислиоца; за емпиричара, рационалисту и мистика; конвенционалног мислиоца и револуционара; за оснивача логике - онога који негира закон контрадикције; првог правог филозофа и антиинтелектуалног мрачњака."
Хераклит потиче из угледне породице, али је заменио свој привилеговани живот за живот филозофа усамљеника. О његовом раном животу и образовању мало се зна; себе је сматрао самоуком особом и зачетником мудрости. Сматрали су га мизантропом који је подложан депресији и постао је познат као „уплакани филозоф“, за разлику од Демокрита, који је био „насмејани филозоф“.
Хераклит је веровао да је свет у складу са Логосом (дословно „реч“, „ум“ или „исказ“) и да је у основи сачињен од ватре. Такође је веровао у савез супротности и у хармонију у свету. Најчувеније је његово инсистирање на сталној промени - у филозофији познатој као „флукс“ или „постајање“ - као карактеристичној особини света; идеји коју је изразио чувеном изреком: „Не може се ући два пута у исту реку“, или panta rei („све тече“). Овај аспект његове филозофије је у супротности са Парменидом који је веровао у „биће“ и у статичну природу универзума. И Хераклит и Парменид имали су утицај на Платона и на целу западну филозофију.

## Живот
Главни извор из кога сазнајемо о Хераклитовом животу је доксограф Диоген Лаертије; Чарлс Кан (Charles Kahn) је довео у питање ваљаност Лаертијевог извештаја као „ткива хеленистичких анегдота, од којих је већина очигледно измишљена на основу сачуваних фрагмената“. Приче о Хераклиту су можда измишљене у циљу илустрације његовог карактера о коме је закључено из његових списа.
Историчари нису сигурни у датуме између којих је Хераклит био активан. Диоген Лаертије каже да је Хераклит био на свом врхунцу 69. Олимпијаде, између 504. и 501. п. н. е. Већина историчара верује да је Хераклит старији од Парменида чији ставови представљају критички одговор на Хераклитове, мада је могућ и обрнут случај, и то остаје предмет дебате. Хераклит помиње старије личности попут Питагоре, а нема помена о Пармениду, који, с друге стране, вероватно помиње Хераклита.

### Рођење
Хераклит је рођен у аристократској породици око 535. п. н. е. у Ефесу (данашња Турска) у Персијском царству. Датуми његовог рођења и смрти засновани су на животном веку од 60 година, старости коју је, према Диогену Лаертију, доживео, са врхунцем у средини. Хераклитов отац се звао Блосон или Херакон. Диоген Лаертије каже да се Хераклит одрекао краљевске титуле у корист брата, а Страбон потврђује да је у Ефесу постојала владарска породица која је потицала од јонског оснивача Андрокла; према Страбону, та породица је задржала своје титуле и, између осталих привилегија, могла је да седи на главном месту на играма. Обим краљеве моћи није познат; Ефес је био део Персијског царства од 547. п. н. е. и њиме је управљао сатрап (гувернер) који је остао формална фигура с обзиром да је Кир Велики Јоњанима дозволио знатну аутономију.

### Детињство и младост
Диоген Лаертије каже да је Хераклит био „чудесан“ од детињства. Према Лаертију, Сотион каже да је Хераклит био „слушалац“ Ксенофана, што је према Лаертију у супротности са Хераклитовом изјавом да је сам себе подучавао помоћу самопреиспитивања. Џон Барнет каже: „Ксенофан је напустио Јонију пре него што се Хераклит родио“. Лаертије наводи да је, као дечак, Хераклит рекао да „ништа не зна“, али је касније тврдио да „зна све“. „Никога није слушао“ већ „је преиспитивао себе“.
У Ефесу, у коме је живео Хераклит, била је успостављена демократска самоуправа, под врховном влашћу персијског владара. Лаертије каже да је Хераклит играо пиљке с младима у великом Артемидином храму, једном од највећих храмова из 6. века п. н. е. и једном од седам чуда античког света. Кад су га замолили да почне са прављењем закона, одбио је, рекавши да је политеја (устав) ponêra, што може значити или да је у основи погрешан или да га сматра мукотрпним. Два сачувана писма која су разменили Хераклит и Дарије I, а која цитира Диоген Лаертије, фалсификати су из каснијег периода.

### Мизантропија
Диоген Лаертије каже да је Хераклит имао лоше мишљење о људским односима, наводећи да су "мистерије које се практикују међу људима светогрдне". Према неким наводима, Тимон из Флијунта га је назвао „грдитељем руље“. Хераклит се није плашио од заузимања супротног става, рекавши једном приликом: „Лешеви су згоднији за избацивање него балега“.
Хераклит није био заговорник једнакости, изражавајући своје противљење исказом: „Један ми вреди као десет хиљада, ако је најбољи“. Генерално се сматра противником демократије, мада је веровао да „сви људи имају право на самоспознају и здраво размишљање“ и да је „размишљање заједничко свима“. Хераклит је наглашавао несмотрену несвесност човечанства; говорио је да „будни имају један заједнички свет, а уснули се окрећу сваки у свој свет [idios kosmos (приватни свет)]“. Такође је рекао; „Не разумеју шта значи слушање, попут глувих. О њима сведочи изрека 'у својој присутности су одсутни'“. Такође упоређује незнање просечног човека са псима: „Пси такође лају на оно што не знају“. Саветује: „Не нагађајмо насумично о најважнијим стварима“ и каже: „Будалу одушевљава свака реч“.
Хераклит је критиковао Хесиода, Питагору, Ксенофана и Хекатаја због недостатка разумевања упркос њиховим положајима образованих људи, a највише је презирао Питагору. Према Хераклиту, „људи који воле мудрост морају заиста бити запитани над многим стварима“. Такође је рекао: „Знање најпознатијих особа, које они чувају, само је мишљење“. Међу познатим појединцима које је критиковао су Хомер и Архилох, за које је сматрао да заслужују да буду претучени. Једина позната особа коју хвали је Бијант из Пријене, један од седам старогрчких мудраца који је познат по максими „већина људи је зла“; то је видљиво из Хераклитове опаске: „Коју мисао или мудрост они имају? Они следе песнике и узимају гомилу за свог учитеља, не знајући да су „многи зли, а малобројни добри““.
Хераклит је мрзео Атињане и његове земљаке Ефежане, желећи овим другима богатство у казни за њихова зла. Сматрао је да би Ефежани „добро учинили да окончају своје животе, сваки њихов одрастао човек, и град оставе голобрадим дечацима, јер су протерали Хермодора, највреднијег међу њима, рекавши:„ Нећемо имати никога ко је највреднији међу нама; или ако га има, нека оде негде другде и дружи се с другима“. Према Лаертију, ово је кулминирало мизантропијом: „Коначно је постао мрзитељ своје врсте (мизантроп) и отишао да лута по планинама [...] хранећи се травом и биљем“.

### Болест и смрт
Хераклитов филозофски живот био је ометен едемом, за шта лекари које је консултовао нису знали да препишу лек. Лаертије наводи неколико прича о Хераклитовој смрти; две верзије кажу да је излечен од едема и умро од друге болести; према другој причи, „закопао се у штали, очекујући да ће топлота балеге из њега извући штетну потиштеност“, док се према трећој, лечио машћу од кравље балеге да би, након дана лежања на сунцу, умро и био сахрањен на пијаци. Једна од прича каже да су га појели пси након што се замазао балегом. Хераклит је умро од едема после 478. п. н. е.

Према Барнету:
Хераклит је рекао (фр. 68) да је смрт за душе да постану вода; а наводи се да је умро од едема. Рекао је (фр. 114) да Ефежани треба да оставе свој град својој деци и (фр. 79) да је Време дете које игра мице. Према томе је, како кажу, одбио да учествује у јавном животу и отишао да се игра са децом у Артемидином храму. Рекао је (фр. 85) да су лешеви згоднији за избацивање него балега; и кажу да се прекрио балегом када га је напао едем. На крају, кажу да се дуго свађао са својим лекарима због За ове приче видети Диог.IX. 3–5.

## О природи
Познато је да је Хераклит написао само једно дело, О природи, на папирусу. Према Диогену Лаертију, Хераклит је депоновао своју књигу као посвету у Артемидин храм. Као и код осталих пресократовских филозофа, само фрагменти његових списа су сачувани и то само у цитатима других аутора; у случају Хераклита постоји више од 100 ових цитата. Они су унети у каталог помоћу Дилс-Кранцовог система нумерисања. Лаертије такође наводи да је Хераклитово дело било „континуирани трактат ... али подељен на три дискурса, један о универзуму, други о политици и трећи о теологији". Не каже да ли их је Хераклит или неко други поделио на овај начин. Теофраст каже (по Диогену Лаертију) да су „неки делови његовог дела полузавршени, док други делови чине необичан потпури“.

Барнет мисли да дело није имало наслов:
Не знамо наслов Хераклитовог дела - ако га је уопште било - и није лако створити јасну представу о његовом садржају. Кажу нам је да је било подељено у три дискурса: један који се бави универзумом, један политички и један теолошки. Не треба претпостављати да је за ову поделу заслужан сам Хераклит; све што можемо закључити је то да је дело природно подељено на ова три дела када су стоички аналитичари узели своја издања у руке.
Уводни редови су познати, што показује да је то био континуирани рад. Аристотел цитира ове редове у својој Реторици да би истакао потешкоће у интерпункцији Хераклита без двосмислености. Он расправља о томе да ли се „заувек“ односи на „биће“ или на „доказати“.

### Хераклитовци
Многи каснији филозофи у овом периоду помињу дело О природи. Чарлс Кан каже: „Све до доба Плутарха и Климента Александријског, ако не и касније, Хераклитова књига је била доступна у свом изворном облику сваком читаоцу који је одлучио да је потражи“. Лаертије коментарише знаменитост текста, наводећи: „Књига је стекла такву славу да је створила следбенике Хераклитове филозофије који су названи хераклитовцима“. У угледне филозофе данас препознате као хераклитовце спадају, између осталих, Кратил и Антистен - кога не треба мешати са Антистеном циником.

## Надимци из антике

### Мрачни
У неком тренутку у антици Хераклит је стекао надимак „Мрачни“, што је углавном тумачено тиме да је његове изреке - које често садрже парадоксе, метафоре и недовршене исказе - тешко разумети.
Према Аристотеловој Метафизици, Хераклит је без објашњења негирао принцип контрадикције. Аристотел је овај принцип сматрао најосновнијим од свих принципа. Према Диогену Лаертију, Тимон из Флијунта је Хераклита назвао „Састављачем загонетки“ (αἰνικτής; ainiktēs), рекавши да је Хераклит своју књигу написао „прилично нејасно“ (asaphesteron); према Тимону, тиме је требало да се само „способнима“ омогући да покушају. Хераклит је написао: „Господ чије је пророчиште у Делфима нити говори, нити скрива своје значење, већ даје знак“.
У доба Цицерона, надимак је постао „Мрачни“ (ὁ Σκοτεινός; ho Skoteinós) с обзиром да је говорио nimis obscurē, „сувише мрачно“, о природи и то чинио намерно да би био погрешно схваћен.

### Уплакани филозоф
Каснија традиција говори о Хераклиту као о „уплаканом филозофу“, за разлику од Демокрита, који је био познат као „насмејани филозоф“; овo се генерално односи на њихову реакцију на глупост човечанства. Лаертије приписује Теофрасту теорију да Хераклит није завршио неке од својих радова због меланхолије, мада је у Теофрастово доба реч "меланхолија" означавала импулсивност. Ако Стобеј тачно пише, почетком 1. века, Сотион је већ помињао ова два филозофа у дуету, као онога који плаче и онога који се смеје; „Међу мудрима, Хераклита су уместо беса обузеле сузе, а Демокрита смех“.
Став износи и сатиричар Јувенал, који је писао: „Прва од молитава, најпознатија у свим храмовима, углавном је за богатство ... Кад то видите, не славите ли оног мудраца Демокрита због смеха ... и учитеља друге школе Хераклита због суза?" Овај мотив је усвојио и Лукијан из Самосате у свом делу "Распродаја вероисповести", у којој се овај дует продаје заједно као додатни производ на сатиричној аукцији филозофа.

## Филозофија
Фокус Хераклитове филозофије на промени обично се назива „постајање“, што се може супротставити Парменидовом концепту „бића“. Из тог разлога, Хераклит и Парменид се најчешће сматрају за осниваче онтологије, као и питања Једног и Мноштва, а самим тим и за кључне фигуре у историји западне филозофије и метафизике.
Код Диогена Лаертија постоји одломак који сумира Хераклитову филозофију речима: „Све ствари настају сукобом супротности, а збир ствари (τὰ ὅλα („целина“)) тече попут потока“.

### Логос
Значење Логоса (λογος) се различито тумачи; неке од дефиниција су „реч“, „принцип“, „план“, „формула“, „мера“, „пропорција“ и „процена“. Иако се Хераклит „сасвим намерно игра различитим значењима логоса“, ништа не доказује да он ову реч користи значајно другачије од онога како је користе савремени говорници грчког.

Едуард Целер Eduard Zeller) о Хераклитовом логосу каже:
λογος се по мом [Целеровом] мишљењу, односи пре свега на дискурс, али такође и на садржај дискурса, истину изражену у њему; збрку и налажење различитих идеја, обједињених и очигледно обухваћених једном речју, што би најмање требало да нас изненади код Хераклита. Он [Хераклит] каже: „Овај дискурс (теорија света постављена у његовом делу) људи не препознају, иако он одувек постоји (тј. који увек постоји, који садржи вечни поредак ствари, вечну истину), јер иако се све догађа у складу с тим (и тиме његову истину универзално потврђују све чињенице), људи се понашају као да никада нису имали никаквог искуства с њим, када им се речи или ствари представљају као што им ја овде представљам" (када им се овде изнети погледи приказују помоћу упутства или сопствене перцепције).
Каснији стоици схватили су Логос као „исказ који управља свиме“. Иполит Римски и црквени оци из 3. века н.е. препознавали су га као хришћанску „Реч Божју“, као у Јовану 1:1: „У почетку беше Реч (логос) и Бог беше Реч“. Џон Барнет је везу између хераклитовског логоса и Јовановог логоса сматрао погрешном, рекавши: „Јованова доктрина логоса нема никакве везе са Хераклитом нити са било чим из грчке филозофије, већ потиче из хебрејске мудрачке књижевности“.
Хераклитове идеје о Логосу изражене су у три добро позната, али мистериозна фрагмента, од којих један каже: „Из тог разлога је неопходно следити оно што је заједничко. Међутим, иако је Логос заједнички, већина људи живи као да има своје приватно поимање (phronēsis)“.
Он као да каже да је Логос јавна чињеница попут пропозиције или формуле, иако не би те чињенице сматрао апстрактним објектима или нематеријалним стварима. Један цитат се може читати и као изјава против изношења аргумената ad hominem: „Не слушајући мене, већ Логос ...".

### Ватра
Као филозофи из Милета пре њега, Талес воду, Анаксимандар апејрон и Анаксимен ваздух, Хераклит је ватру сматрао за архе, најосновнији елемент из кога су настали остали елементи, можда због тога што су живи људи топли. Норман Мелчерт је Хераклитову употребу „ватре“ протумачио метафорички уместо Логоса као порекло свих ствари. Други је виде као метафору промене, попут осцилирајућег, треперавог пламена. Било је и претпоставки да се у томе види утицај персијског зороастризма са својим концептом атара.
Према Хераклиту, „овај свет, који је исти за све, нико од богова нити људи није створио. Али увек је било и биће: вечне ватре, са једним делом који почиње да гори и другим делом који се гаси“. Овај цитат представља први текст од свих сачуваних грчких текстова где се употребљава космос. Он такође каже: „Све ствари се размењују за ватру и ватра за све ствари, баш као и роба за злато и злато за робу“ и „Муња која усмерава све ствари“.

О Хераклиту који користи Ватру као нову примарну супстанцу, Барнет пише:
Због свега тога било му је потребно да потражи нову примарну супстанцу. Желео је не само нешто од чега би се супротности могле „раздвојити“, већ нешто што би по својој природи прешло у све остало, док би све остало заузврат прешло у то. То је пронашао у Ватри, и лако је увидети зашто, ако узмемо у обзир феномен сагоревања. Количина ватре у пламену који постојано гори је наизглед иста, пламен је изгледа оно што називамо „ствар“. А ипак се његова суштина непрестано мења. Увек одлази у диму, а његово место увек заузима свежа материја из горива које га храни. То је управо оно што желимо. Ако свет посматрамо као „вечну ватру“ (фр. 20), можемо разумети како од ње увек постају све ствари, док јој се све ствари увек враћају.

### Савез супротности
Као привидни одговор Анаксимандару, Хераклит је такође веровао у савез супротности. Све постојеће ентитете окарактерисао је паровима супротних својстава.
Према Хераклиту „смртници су бесмртници, а бесмртници смртници, онај који живи смрт других и умире живот других“. Ово се схвата тако да су људи смртни богови, а богови бесмртни људи. На сличан начин је упоредио и сан са смрћу: „Човек упали себи светло ноћу, када је умро, али је жив. Спавач, чији је вид угашен, осветљен је мртвима; онај који је будан, осветљен је уснулима" и "Све што видимо кад смо будни је смрт, као и све што видимо у дремежу је сан".

#### Раздор је правда
У овом савезу супротности, стварања и уништења, Хераклит супротне процесе назива ἔρις (ерис), „раздор“, и претпоставља да је наизглед стабилно стање, δίκη (дике), „правда“, њихов склад. Анаксимандар исту ствар описује као неправду. Аристотел каже да Хераклит није волео Хомера јер је он желео да раздор напусти свет, што би по Хераклиту уништило свет: „Не би било хармоније без високих и ниских нота, а ни животиња без мужјака и женки, које су супротности“.

##### Једно и Мноштво
О Хераклитовим учењима једног и мноштва, Барнет пише: „Истина коју је Хераклит прогласио је та да је свет истовремено један и мноштво и да је управо „супротна напетост“ супротности та која чини јединство Једног. То је исти закључак као и Питагорин, иако је формулисан другачије“ Барнет такође пише о Платоновом схватању Хераклита:
Према Платону, Хераклит је подучавао да је стварност истовремено мноштво и једно. То није замишљено као логичан принцип. Идентитет за који Хераклит објашњава да се састоји у различитости управо је идентитет примарне супстанце у свим њеним манифестацијама. До овог идентитета су филозофи из Милета већ били дошли, али су имали потешкоће са различитошћу. Анаксимандар је сукоб супротности третирао као „неправду“, а Хераклит је намеравао да покаже је да је то, напротив, највиша правда (фр. 62).

##### Хармонија
У метафори и једној од најранијих употреба силе у историји филозофије, Хераклит упоређује савез супротности са затегнутим луком или лиром који се одржавају у свом облику помоћу равнотеже затегнутости жица: „У савијању (παλίντροπος - палинтропос) постоји хармонија као у случају лука и лире".
Он тврди да то показује нешто истинито, па ипак невидљиво о стварности; „скривена хармонија је боља од привидне“. Такође је приметио да је „лук се зове живот, мада је његово дело смрт“, што је игра речи с обзиром да се лук и живот пишу исто - биос; још један доказ континуираног, писаног дела.

О јединству супротности, Барнет каже:
„Раздор супротности“ је заиста „хармонија“. Из тога следи да мудрост није знање многих ствари, већ перцепција фундаменталног јединства зараћених супротности. Да је ово заиста била основна Хераклитова мисао, наводи Филон. Он каже: „Јер оно што се састоји од обе супротности је једно; и када се једно подели, супротности се откривају. Није ли то управо оно за шта Грци кажу да је њихов велики и хваљени Хераклит ставио у први план своје филозофије као сумирање свега, и чиме се хвалио као новим открићем?"

##### Рат
Хераклит је познат као први филозоф који је рат окарактерисао као позитивну појаву, написавши „Свака звер се натера на пашу ударцима“. Такође је написао:
Морамо знати да је рат свима заједнички, а раздор је правда и све ствари настају нужно из раздора.
Рат је отац свих и краљ свега; и неке приказује као богове, друге као људе, неке чини робовима, друге ослобађа. Богови и људи поштују оне који су погинули у бици.

 Људи се морају борити за свој закон као и за своје зидине.

#### Пут нагоре је пут надоле
Хераклит је такође рекао: „Пут нагоре и надоле је један те исти“ и „У писању, прав и вијугав пут је један те исти“. Ово се може протумачити на више начина.

Једно од тумачења је да се у томе огледа његов монизам, иако је тај монизам дијалектички. Хераклит верује: „Слушајући не мене већ Логос, мудро је сложити се да су све ствари једно“. Такође каже:
Једно је сачињено од свих ствари и све ствари произлазе из једног.
Хесиод је учитељ већине људи. Људи мисле да је знао веома много ствари, човек који није знао за дан нити ноћ! Они су једно.

 Што се тиче круга, почетак и крај су заједнички.

Хераклитова теорија такође илуструје цикличну природу стварности и трансформације и замену једног елемента другим: „окретања ватре“. Ово би могла бити још једна "скривена хармонија" и више је у складу са плурализмом него са монизмом. Према Хераклиту:
Смрт ватре је рађање ваздуха, а смрт ваздуха је рађање воде.
Јер смрт за душе је да постану вода, а смрт за воду да постане земља. Али вода долази из земље; а из воде душа.
Хладне ствари постају топле, а оно што је топло се хлади; оно што је мокро се суши, а осушено се влажи.

 А иста је ствар у нама, а то је брзо и мртво, будно и уснуло, младо и старо; ово прво се мења и постаје друго, а друго се исто тако мења и постаје прво.
Ова идеја се такође тумачи и као заговарање релативизма.
Добро и зло су једно.
Магарци више воле сламу од злата.

 Море је најчистија и најпрљавија вода. Рибе је могу пити и за њих је добра, за мене је непитка и деструктивна.

### Постајање
Централни аспект хераклитовске филозофије је препознавање промене природе објеката са протоком времена. Односно, Хераклит препознаје несталност која се назива флукс или „постајање“ - за разлику од Парменидовог „бића“, где никада ништа није једноставно „је“, већ увек „постаје“ нешто друго. Према Плотину, Хераклит каже да је, парадоксално, промена оно што спаја ствари, указујући на његове идеје о јединству супротности и цитате „Чак се и кикеон распада ако се не промеша“ и „Мењајући се, остаје“.

#### Panta rei(„све тече“)
Хераклит је такође заслужан за фразу panta rei (πάντα ῥεῖ; „све тече“). Овај чувени афоризам који се користи за опис његове мисли потиче од неоплатонисте Симплиција из Цилиције и од Платоновог Кратила. Реч rei ("тећи") (као у реологија) је етимолошки повезана са Реа према Платоновом Кратилу.

О Хераклитовим учењима о флуксу, Барнет пише:
Ватра гори стално и без прекида. Увек троши гориво и увек ослобађа дим. Све се или подиже према горе да служи као гориво, или тоне надоле након што је нахранило пламен. Из тога следи да је цела стварност попут непрекидног тока и да ни на тренутак ништа не мирује. Суштина ствари које видимо је у сталној промени. Чак и док их гледамо, нешто од онога од чега су састављене већ је прешло у нешто друго, док је оно свеже ушло у њих из другог извора. Ово је обично прикладно сажето у фрази „Све тече“ (panta rei), мада изгледа да ово није цитат из Хераклита. Платон, међутим, сасвим јасно изражава ову идеју. „Ни за шта се не може рећи да "је", већ све постаје“; „Све ствари су у покрету попут потока“; „Све ствари пролазе и ништа не престаје“; „Хераклеитос негде каже да све ствари пролазе и да ништа не стоји; и, упоређујући ствари са струјом реке, каже да не можемо два пута закорачити у исти поток“ (уп. фр. 41). То су појмови којима описује систем.

#### Река
Хераклитова филозофија сажета је у изреци: „Нико никада не загази у исту реку два пута“, иако, иронично, ова реченица није потврђена на његовом језику. Овом афоризму може се супротставити Парменидов исказ: „Што год јесте, јесте, а што није, не може бити“. Хераклит је више пута користио метафору реке: „Увек нова вода кваси оне који загазе у исту реку“ и „Обоје корачамо и не корачамо у истој реци. Ми јесмо и нисмо.“
Ова идеја је два пута наведена у Платоновом Кратилу; уместо „ток“ Платон користи израз хореи (χῶρος; chōros; „променити место“). Према Платону: „Сви ентитети се крећу и ништа не стоји“ и „Све се мења и ништа не стоји ... и ... не можемо два пута загазити у исту реку". Симплиције помиње то: „Природни филозофи који следе Хераклита, имајући у виду непрестани флукс (ток) стварања и чињеницу да све телесне ствари настају и одлазе и никада заправо нису (као што каже и Тимај), тврде да су све ствари увек у флуксу и да не можемо два пута закорачити у исту реку“.
Према Аристотелу, Кратил је отишао корак даље од доктрине свог господара и рекао да се не може једном загазити у исту реку. Немачки класициста и филозоф Карл-Мартин Диц тумачи овај фрагмент као Хераклитову индикацију за свет као стабилну константу: „Не можемо наћи ништа у чему река остаје константна ... Чињеница да постоји одређено корито реке, извор, ушће итд. је нешто што остаје идентично. А то је ... концепт реке."

#### Сунце
Хераклит је своју идеју о флуксу изразио рекавши да је Сунце сваког дана ново, уместо размишљања да ће сутрадан изаћи исто Сунце.

### Бог и душа
Под „Богом“ Хераклит не подразумева једно божанство као primum movens („непокретни покретач“) свих ствари или Бога као Творца, при чему је универзум вечан, већ подразумева божанско као супротност људском, бесмртно као супротност смртном и циклично као супротност пролазном. За њега је тачније говорити о „Божанском“, а не о „Богу“.
Хераклит разликује људске законе од божанског закона (τοῦ θείου tou theiou дословно "од Бога"). Рекао је да су и Бог и ватра „оскудица и вишак“. Поред тога што на ватру гледа као на најосновнију супстанцу, он је представља као божански космос; ватра је супстанца и мотиватор промене и активна је у мењању других ствари. Хераклит то описује као „просуђивање и осуђивање свих ствари“. Пресуђивање је овде дословно кринеин (κρινειν; „раздвојити“). У антици је ово тумачено као да ће на крају све ствари прогутати ватра, што је доктрина звана екпироза. Хиполит тај одломак види као референцу на божански суд и Пакао; он уклања људски осећај за правду из свог концепта Бога: „За Бога су све ствари поштене, добре и праведне, а људи неке ствари сматрају за погрешне, а неке за добре“.
Према Хераклиту, Божје методе имају мудрост, а људске немају. Мудрост је „знати мисао којом се све ствари управљају кроз све ствари“, што не сме значити да људи јесу или да могу бити мудри. Мудар је само Зевс. Чини се да је Хераклит у извесној мери у положају мистика да подстиче људе да следе Божји план без неке идеје о томе шта је то. Постоји призвук очаја; „Најбољи универзум (κάλλιστος κόσμος; kállistos kósmos) је само гомила смећа (σάρμα sárma "ђубре") нагомиланог (κεχυμένον kechuménon („исипан“) насумично (εἰκῇ eikê „бесциљно“).“ Бертранд Расел представља Хераклита као мистика у свом делу Мистика и логика.
Према Хераклиту, постоји лакомисленост детета и у човеку и у Богу. Он пише: „Вечност је дете које помера фигурице у игри; краљевска моћ је дечја“. Ниче је рекао да овај цитат значи: „А како се дете и уметник играју, тако се игра и вечна ватра, она се распирује и утихњује, невино - таква је игра коју вечност игра сама са собом“. Овај цитат може бити и разлог за причу да је Хераклит краљевство дао свом брату. Хераклит је такође рекао да су „људска мишљења дечије играчке“ и „Бог човека назива бебом, као човек дете“. Хераклит такође каже: „Не би требало да се понашамо и говоримо као деца наших родитеља“, што је Марко Аурелије протумачио као да не треба једноставно да прихватимо оно што други верују.
Хераклит је душу сматрао мешавином ватре и воде, при чему је ватра племенити, а вода невидљиви део душе. Душа би зато требала тежити томе да постане испуњенија ватром него водом: најбоља је „сува“ душа. Према Хераклиту, световна задовољства, попут пијења алкохола, чине душу „влажном“, а овладавање световним жељама сматрао је за племениту тежњу која прочишћава ватру душе. Душа такође има логос који се увећава. Такође је веровао да удишемо логосе, како каже Анаксимен, ваздуха и душе. Хераклит каже: „Тешко је борити се са жељом срца. Шта оно жели да добије, добија то по цену душе.“
Познати Хераклитов цитат, Ethos anthropoi daimon („човеков карактер је [његова] судбина“), имао је бројне интерпретације и може значити да је човекова срећа повезана са његовим карактером. Превод речи daimon у овом контексту у значењу „судбина“ је споран; према Томасу Куксеју, он позајмљује смисао Хераклитовим запажањима и закључцима о људској природи уопште. Иако је превод „судбина“ општеприхваћен, као код Чарлса Кана („човеков карактер је његово божанство“), у неким случајевима се такође може односити на душу преминулог.

### Чула
Неки писци тумаче Хераклита као неку врсту прото-емпиричара; ово гледиште поткрепљују неки фрагменти, попут: „ствари које се могу видети, чути и сазнати су оне које највише ценим“, „сунце је оних димензија у којим га видимо“ и „ширине људског стопала“. Гатри (W. K. C. Guthrie) оспорава ово тумачење, позивајући се на изреку "Очи и уши су лоши сведоци људима који имају варварске душе". Хераклит је рекао и да „вид говори лажи“ и да „природа воли да се крије“. Такође упозорава на опасност од гласина: „Очи су бољи сведоци од ушију“.
И чуло мириса игра улогу у Хераклитовој филозофији. Он каже: „Кад би се све ствари претвориле у дим, ноздрве би их разликовале“ и „Душе миришу/смрде у Хаду“.

## Утицај

### Античка филозофија

#### Пресократовци
Хераклитов најпознатији следбеник био је Кратил, ког је Платон представио као лингвистичког природњака, који верује да се имена морају природно примењивати на њихове објекте. Према Аристотелу, Кратил је заузео став да се о свету који се непрестано мења не може рећи ништа и „завршио је са мишљу да не треба ништа рећи и само је померио прст“. Кратил је можда мислио да непрекидне промене оправдавају скептицизам јер се не може дефинисати ствар која нема трајну природу. У лингвистичкој филозофији 20. века забележено је појачано интересовање за идеје које је Кратил изнео у Платоновом дијалогу и то учење је добило назив кратилизам.
Парменидова поема тврди да је промена немогућа; он је можда одговарао Хераклиту у одломцима попут „Неразборите гомиле, које држе да јесте и није исто, а све ствари путују у супротним смеровима!“.
Плуралисти су први покушали да помире Хераклита и Парменида. Анаксагора је можда био под утицајем Хераклита у свом одбијању да раздвоји супротности. На Емпедоклове снаге Љубави и Мржње вероватно је утицала Хераклитова Хармонија и Раздор. Емпедокле је такође заслужан за увођење концепта четири класична елемента, обједињујући притом концепције његових претходника о археу: земљи, ваздуху, ватри и води.

#### Платон
Платон је најпознатији филозоф који је покушао да помири Хераклита и Парменида. Преко Платона, обе ове личности су утицале на практично целу западну филозофију. Платон је за Хераклита знао преко Кратила и написао је свој дијалог под истим називом. Платон је сматрао да Хераклитови ставови значе да ниједан ентитет не може бити у једном стању у једно време и изнео је следећи противаргумент:
Како то може бити стварна ствар која никада није у истом стању? ... јер у тренутку кад се посматрач приближи, онда он постаје други ... тако да више не можемо сазнати његову природу или стање ... али ако онај што зна и оно што се зна постоји ... онда мислим да он може бити налик процесу или флуксу ...
Изгледа да је на Платона утицао Хераклит са његовом идејом света који се увек мења и према томе наша неспособност да сазнамо појединости, и Парменид у потреби за другим светом - платонским светом у ком ствари остају непроменљиве, а универзалије постоје као објекти знања, идеје. У својој Гозби, Платон звучи као Хераклит:
Чак и током времена за које се каже да свако живо биће живи и задржава свој идентитет - као што се човек, на пример, од детињства до старости назива истим човеком - он у ствари не задржава исте особине, иако га називају истом особом: он увек постаје ново биће и пролази кроз процес губитка и репарације који обухвата његову косу, месо, кости, крв и цело тело. И не само његово тело, већ и душа. Ничији карактер, навике, мишљења, жеље, задовољства, болови и страхови не остају заувек исти: настају нови, а стари нестају.

#### Пиронисти
Пиронизам је школа филозофског скептицизма која се развијала између 3. века п. н. е. и 3. века н.е. Једна од главних личности ове школе, Енесидем, каже у свом сада изгубљеном делу да је Пиронизам пут ка хераклитовској филозофији, јер то да супротности које изгледа да постоје за исту ствар доводи до тога да супротности постоје за исту ствар.

#### Стоици
Стоицизам је филозофска школа која се развијала између 3. века п. н. е. и 3. века н.е. Почела је код Грка и постала главна филозофија Римског царства све до свог нестанка са успоном хришћанства у 3. веку.
Иако већина научника сматра да је Хераклит имао мало утицаја на стоике, према А. А. Лонгу, стоици су, током свог дугог постојања, веровали да су главни принципи њихове филозофије проистекли из Хераклитове мисли, „важност Хераклита за касније стоике је најочигледнија код Марка Аурелија“. Експлицитне везе првих стоика са Хераклитом које показују како су дошли до своје интерпретације недостају, али се оне могу закључити из фрагмената стоика, за које Лонг закључује да су „модификације Хераклита“.

Стоичка модификација Хераклитове идеје о Логосу утицала је и на јеврејске филозофе попут Филона Александријског, који је Логос повезивао са „Мудрошћу оличеном“ у Божјем стваралачком принципу. Филон користи термин Логос у свим својим расправама о хебрејским списима на начин који је очигледно под утицајем стоика. На тему стоичке модификације Хераклита, Барнет пише:
Још једна потешкоћа с којом се морамо суочити је та да су већина коментатора Хераклита поменутих код Диогена били стоици. Стоици су имали према Ефежанину необично поштовање и настојали су да га протумаче што је више могуће у складу са њиховим сопственим системом. Поред тога, били су склони томе да ставове ранијих мислилаца „прилагоде" својим, а то је имало озбиљне последице. Конкретно, стоичке теорије логоса и екпирозе се константно приписују Хераклиту, а сами фрагменти су фалсификовани делићима стоичке терминологије.

##### Химна Зевсу
Стоике је занимао Хераклитов третман ватре. Најраније сачувано дело стоика, Химна Зевсу од Клеанта, прелазно дело од паганског политеизма ка савременим религијама и филозофијама, иако се не позива изричито на Хераклита, усваја нешто налик модификованој верзији хераклитовског логоса. Зевс влада универзумом помоћу закона (номос), носећи у његово име у руци „назубљеног слугу“, „ватру“ „вечну муњу“; у свему овоме се нимало не разликује од Хомеровог Зевса. Према Клеанту, Зевс користи ватру да „исправи заједнички логос“ који путује (фоитан, „често посећивати“), мешајући се са јачим и слабијим светлима (божанска тела); Хераклитов логос се сада брка са „заједничким номосом“, који Зевс користи да „погрешно (периса, лево или непарно) исправи (артиа, десно или парно)“ и „уреди (космеин) неуређено (акосма)“.

#### Црквени оци
Црквени оци су били вође ране хришћанске Цркве током првих пет векова њеног постојања, отприлике истовремено са стоицизмом под Римским царством. Сачувана су дела на десетине писаца на стотинама страница; сва помињу хришћански облик Логоса. Католичка црква је сматрала за неопходно да направи разлику између хришћанског и Хераклитовог логоса како би се дистанцирала од незнабожаца и превела их у хришћанство. Многи црквени оци су били преобраћени филозофи.
Иполит Римски је Хераклита заједно са осталим пресократовцима и академцима сматрао за извор јереси. У свом делу Побијање свих јереси, једном од најбољих извора Хераклитових цитата, Иполит каже: „Каква је богохулна будалаштина Ноета, и да се посветио начелима Хераклита Мрачног, а не Христовим“. Иполит затим износи цитат: „Бог (теос) је дан и ноћ, зима и лето ... али он има разне облике, баш као што се ватра, када се помеша са зачинима, именује према укусу сваког од њих“. Чини се да овај фрагмент подржава пантеизам ако се схвати дословно. Немачки физичар и филозоф Макс Вајнштајн класификовао је Иполитово гледиште као претечу пандеизма.
Иполит осуђује његову нејасност; није могао да оптужи Хераклита за јерес, рекавши; „Није ли [Хераклит] Мрачни предвидео Ноета у уобличавању система ...?" Очигледно пантеистичко божанство Хераклита мора бити једнако јединству супротности и стога мора бити телесно и бестелесно, божанско и небожанско, мртво и живо итд. а до Тројства се може доћи само илузорним мењањем облика.
Хришћански апологета Јустин Мученик је позитивније гледао на Хераклита. У својој Првој апологији, рекао је да су и Сократ и Хераклит били хришћани пре Христа: „они који живе разумно су хришћани, иако их сматрају атеистима; као међу Грцима Сократ и Хераклит и људи попут њих“.

### Модерна филозофија
Хераклит је био неизоставни мотив филозофије током савременог доба. Мишел де Монтењ је предложио два архетипска гледишта о људским односима заснована на Хераклиту и Демокриту, при чему је он одабрао Демокритов. Хераклит се можда чак помиње и у Млетачком трговцу Вилијама Шекспира.

### Континентална филозофија
Г. Ф. Хегел је веома ценио Хераклита; по њему „за почетке филозофије треба сматрати Хераклита“. Дијалектику је приписивао Хераклиту, а не попут Аристотела, Зенону из Елеје, рекавши: „Не постоји ниједна пропозиција Хераклита коју нисам усвојио у својој Логици“.
Фридрих Енгелс, који се повезује са Младим хегелијанцима, такође је Хераклиту приписао заслугу за откривање дијалектике, која је релевантна за његов сопствени дијалектички материјализам. Хераклит је такође утицао на социјалисту Фердинанда Ласала.
Фридрих Ниче је био под великим утицајем Хераклита, што се може видети у његовом делу Филозофија у трагичном раздобљу Грка. Ниче је Хераклита видео као чврсту опозицију Анаксимандаровом песимизму. Освалд Шпенглер је био под утицајем Ничеа, а написао је и дисертацију о Хераклиту.
Мартин Хајдегер је такође био под утицајем Хераклита, као што се види у његовом Уводу у метафизику, и имао је сасвим другачију интерпретацију од Ничеа. Према Хајдегеру: Хераклит, коме се приписује доктрина постајања која је дијаметрално супротна од Парменидове доктрине о бићу, каже исто што и Парменид“.

### Аналитичка филозофија
МекТагартова илустрација А-серије и Б-серије времена се сматра аналогна примени на време Хераклитових и Парменидових погледа на целокупну стварност. Процесна филозофија А. Н. Вајтхеда подсећа на Хераклитове фрагменте. Карл Попер је много писао о Хераклиту; и Попер и Хераклит су веровали у невидљиве процесе на делу.

### Јунговска психологија
Карл Јунг је написао да је Хераклит „открио највеличанственији од свих психолошких закона: регулаторну функцију супротности ... под чиме је мислио да пре или касније све наиђе на своју супротност“. Јунг је увео овај закон под називом енантиодромија у своју аналитичку психологију. Повезао га је са кинеским класицима, рекавши: „Да је западни свет следио њега, сви бисмо по начину размишљања били Кинези уместо хришћани. Можемо мислити о Хераклиту као о некоме ко се пребацује између Истока и Запада“. Јунг каже да Хераклит није добио надимак „Мрачни“ зато што је његов стил претежак, већ „зато што је исувише јасно говорио„ о парадоксалној природи постојања и сам живот назвао „вечном ватром“ ".

## Прикази у уметности
Хераклит је више пута приказиван на сликама у западној уметности, нарочито као део мотива уплаканог и насмејаног филозофа, као и са глобусима.

### Италијанска
Донато Браманте је 1477. године у Casa Panigarola у Милану насликао фреску под називом „Демокрит и Хераклит“. Најпознатији приказ Хераклита у уметности је на Рафаеловој Атинској школи, која је настала око 1510. године. Рафаело је приказао Микеланђела као Хераклита; он и Диоген из Синопе су једини на слици који седе сами.
Салватор Роса је такође насликао Демокрита и Хераклита, као и Лука Ђордано, заједно и одвојено 1650-их. Ђузепе Торети је направио бисте ове двојице филозофа 1705. године. Ђузепе Антонио Петрини је насликао „Уплаканог Хераклита“ око 1750.

### Немачка
Франц Тимерман је 1538. насликао уплаканог Хераклита, а Јохан Кристоф Лудвиг Лике је извајао Хераклитову бисту 1750-их.

### Холандска
Холанђанин Корнелис ван Харлем је, 1619. године, такође насликао насмејаног Демокрита и уплаканог Хераклита. Одвојене слике Хераклита и Демокрита, Хендрика тер Бругена, налазе се од 1628. године у Рајксмузеуму, а такође их је насликао и заједно.
Око 1630, холандски сликар Јоханес Морелсе је насликао Хераклита са склопљеним шакама поред глобуса, тужног због стања у свету, и другу слику Демокрита који се смеје због те исте ствари. Дирк ван Бабурен такође насликао овај двојац, као и Егберт ван Хемскерк.

### Фламанска, француска и шпанска
Петер Паул Рубенс је насликао Хераклита и Демокрита два пута 1603. године, као и Николаес Пикеној.
Хераклита су насликали и француски уметници Етјен Паросел и Шарл-Антоан Којпел.
Шпанац Хосе де Рибера насликао је ову двојицу филозофа 1630. године.

### Издања и преводи
- Botten, Mick (2012). Herakleitos – Logos Made Manifest. Upfront Publishing. ISBN 978-1-78035-064-6.. Сви фрагменти, на грчком и енглеском језику, са коментаром и додацима
- Davenport, Guy (translator) (1979). Herakleitos and Diogenes. Bolinas: Grey Fox Press. ISBN 978-0-912516-36-3. Комплетни фрагменти Хераклита на енглеском језику
- Heraclitus; Haxton (translator), Brooks; Hillman (Forward), James (2001). Fragments: The Collected Wisdom of Heraclitus. New York: Viking (The Penguin Group, Penguin Putnam, Inc.). ISBN 978-0-670-89195-5. Паралелно грчки и енглески
- Kahn, Charles H. (1979). The Art and Thought of Heraclitus. An Edition of the Fragments with Translation and Commentary. Cambridge: Cambridge University Press. ISBN 978-0-521-21883-2.
- Kirk, G. S. (1954). Heraclitus, the Cosmic Fragments. Cambridge: Cambridge University Press.
- Marcovich, Miroslav (2001). Heraclitus. Greek Text with a Short Commentary. Sankt Augustin: Academia Verlag. ISBN 978-3-89665-171-6. Прво издање: Heraclitus, editio maior. Mérida, Venezuela, 1967
- Patrick, G. T. W. (1889). Heraclitus of Ephesus: The Fragments.
- Robinson, T. M. (1987). Heraclitus: Fragments: A Text and Translation with a Commentary. Toronto: University of Toronto Press. ISBN 978-0-8020-6913-9.
- Sallis, John; Maly, Kenneth, ур. (1980). Heraclitean fragments. University: University of Alabama Press. ISBN 978-0-8173-0027-2.
- Wheelwright, Philip (1959). Heraclitus. Princeton, NJ: Princeton University Press.
- Wright, M. R. (1985). The Presocratics: The main Fragments in Greek with Introduction, Commentary and Appendix Containing Text and Translation of Aristotle on the Presocratics. Bristol: Bristol Classical Press. ISBN 978-0-86292-079-1.

### Изабрана библиографија
- Bakalis, Nikolaos (2005). Handbook of Greek Philosophy: From Thales to the Stoics: Analysis and Fragments. Trafford Publishing. стр. 26—45 under Heraclitus. ISBN 978-1-4120-4843-9.
- Barnes, Jonathan (1982). The Presocratic Philosophers [Revised Edition]. London & New York: Routledge Taylor & Francis Group. ISBN 978-0-415-05079-1.
- Bollack, Jean; Wismann, Heinz (1972). Héraclite ou la séparation (на језику: French). Paris: Minuit. ISBN 9782707303851.
- Burnet, John (1892). Early Greek Philosophy. Kessinger Publishing. ISBN 978-0-7661-2826-2. „Early Greek philosophy.” First published in 1892, this book has had dozens of editions and has been used as a textbook for decades. The first edition is downloadable from Google Books
- Dietz, Karl-Martin (2004): Metamorphosen des Geistes. Freies Geistesleben, Stuttgart 2004, Band 1: Prometheus der Vordenker: Vom göttlichen zum menschlichen Wissen. Band 2: Platon und Aristoteles. Das Erwachen des europäischen Denkens. Band 3: Heraklit von Ephesus und die Entwicklung der Individualität. Freies Geistesleben, Stuttgart. 2004.  3-7725-1300-X.
- Dilcher, Roman (1995). Studies in Heraclitus. Hildesheim: Olms. ISBN 978-3-487-09986-6.
- Fairbanks, Arthur (1898). The First Philosophers of Greece. New York: Scribner.
- Graham, D. W. (2002). „Heraclitus and Parmenides”.  Ур.: Caston, V.; Graham, D. W. Presocratic Philosophy: Essays in Honour of Alexander Mourelatos. Aldershot: Ashgate. стр. 27—44. ISBN 978-0-7546-0502-7.
- Graham, D. W. (2008). „Heraclitus: Flux, Order, and Knowledge”.  Ур.: Curd, P.; Graham, D. W. The Oxford Handbook of Presocratic Philosophy. New York: Oxford University Press. стр. 169—188. ISBN 978-0-19-514687-5.
- Guthrie, W. K. C. (1962). A History of Greek Philosophy: The Earlier Presocratics and the Pythagoreans. 1. Cambridge: Cambridge University Press.
- Heidegger, Martin; Fink, Eugen; Seibert (translator), Charles H. (1993). Heraclitus Seminar. Evanston: Northwestern University Press. ISBN 978-0-8101-1067-0.. Transcript of seminar in which two German philosophers analyze and discuss Heraclitus' texts.
- Hussey, Edward (1972). The Presocratics. New York: Scribner. ISBN 0684131188.
- Kirk, G. S.; Raven, J. E. (1957). The Pre-Socratic Philosophers: A Critical History with a Selection of Texts (2nd изд.). Cambridge: Cambridge University Press.
- Kahn, Charles H (1979). The Art and Thought of Heraclitus. Cambridge: Cambridge University Press. ISBN 9780511627392..
- Lavine, T. Z. (1984). From Socrates to Sartre: The Philosophic Quest. New York: Bantam Doubleday Dell Publishing Group, Inc. (Bantam Books). Chapter 2: Shadow and Substance; Section: Plato's Sources: The Pre—SocraticPhilosophers: Heraclitus and Parmenides. ISBN 978-0-553-25161-6.
- Laërtius, Diogenes (1925). „Others: Heraclitus”. Lives of the Eminent Philosophers. 2:9. Превод: Hicks, Robert Drew (Two volume изд.). Loeb Classical Library.
- Luchte, James (2011). Early Greek Thought: Before the Dawn. London: Bloomsbury Publishing. ISBN 978-0567353313.
- Magnus, Magus; Fuchs, Wolfgang (introduction) (2010). Heraclitean Pride. Towson: Furniture Press Books. ISBN 978-0-9826299-2-5. Creative re-creation of Heraclitus' lost book, from the fragments
- McKirahan, R. D. (2011). Philosophy before Socrates, An Introduction With Text and Commentary. Indianapolis: Hackett. ISBN 978-1-60384-183-2.
- Mourelatos, Alexander, ур. (1993). The Pre-Socratics : a collection of critical essays (Rev. изд.). Princeton, NJ: Princeton University Press. ISBN 978-0-691-02088-4.
- Naddaf, Gerard (2005). The Greek Concept of Nature. SUNY Press. ISBN 978-0791463734.
- Pyle, C. M. (1997). 'Democritus and Heracleitus: An Excursus on the Cover of this Book,' Milan and Lombardy in the Renaissance. Essays in Cultural History. Rome, La Fenice. (Istituto di Filologia Moderna, Università di Parma: Testi e Studi, Nuova Serie: Studi 1.) (Fortuna of the Laughing and Weeping Philosophers topos)
- Rodziewicz, A. (2011). „Heraclitus historicus politicus”. Studia Antyczne I Mediewistyczne. 44: 5—35. ISSN 0039-3231.
- Schofield, Malcolm; Nussbaum, Martha Craven, ур. (1982). Language and logos : studies in ancient Greek philosophy presented to G. E. L. Owen. Cambridge: Cambridge U.P. ISBN 978-0-521-23640-9.
- Taylor, C. C. W. (ур.). Routledge History of Philosophy: From the Beginning to Plato. ISBN 0-203-02721-3., Vol. I, pp. 80–117.  Master e-book ISBN,  0-203-05752-X (Adobe eReader Format) and  0-415-06272-1 (Print Edition).
- Tarán, L. (1999). „337–378”. Elenchos. 20: 9—52.
- Vlastos, G. (1955). „On Heraclitus”. American Journal of Philology. 76 (4): 337—378. JSTOR 292270. doi:10.2307/292270.
- Wiesehöfer, Josef (2003). „HERACLEITUS OF EPHESUS – Encyclopaedia Iranica”. Encyclopaedia Iranica, Vol. XII, Fasc. 2. стр. 201—202.